# Andraca paradisea
Andraca paradisea là một loài bướm đêm thuộc họ Endromidae. Loài này có ở Philippines (Mindanao).
Sải cánh của loài này dài 34–41 mm đối với con đực và 46–48 mm đối với con cái. Con trưởng thành mọc cánh từ tháng 7 đến giữa tháng 1 năm sau.